# Far Cry 5
Far Cry 5 — компьютерная игра в жанре шутера от первого лица и action-adventure, разработанная студией Ubisoft Montreal и изданная компанией Ubisoft. Является пятой основной игрой из одноимённой серии игр. Действие игры происходит в округе Хоуп, штат Монтана, и повествует о противостоянии помощника шерифа и культа Судного дня под названием «Врата Эдема». Far Cry 5 была выпущена в 2018 году на платформах Windows, PlayStation 4 и Xbox One.

## Игровой процесс
Подобно своим предшественникам, игра представляет собой шутер от первого лица в жанре action-adventure и имеет открытый мир, по которому игроки могут свободно путешествовать. Отличительной чертой является редактор персонажей, при помощи чего можно настроить внешний вид протагониста, пол и цвет кожи. Доступно множество гаджетов и оружия для борьбы с врагами: арсенал включает в себя дробовики, пистолеты, штурмовые и снайперские винтовки, пулемёты, гранатомёты, луки, ножи, взрывчатку (динамит, C4), гранаты, мины, коктейли молотова, лопаты, кувалды и бейсбольные биты. Персонажи пользуются различными транспортными средствами, включая вертолёты, автомобили, тракторы, квадроциклы, лодки и самолёты. Кроме того, в игре будет система вербовки, в которой можно рекрутировать местных жителей, чтобы сражаться вместе с ними против врагов, для чего, впрочем, предварительно понадобится заработать уважение будущих союзников и получить среди них хорошую репутацию. Имеется возможность приручать диких животных благодаря системе, подобной Far Cry Primal. Приручённые звери могут помочь игроку в бою. Была представлена механика рыболовства. Всю кампанию можно проходить в одиночку или с партнёром через совместный многопользовательский режим игры. В игре также представлен редактор карт, функции которого были расширены.

## Сюжет
Действие игры разворачивается в вымышленном округе Хоуп, штат Монтана, где правит лжепророк по имени Иосиф Сид (Грег Брайк). Он считает, что был избран, чтобы защитить людей от «неизбежного краха», создав общество под названием «Врата Эдема». На словах, эта организация существовала для того, чтобы привести народ к спасению, на деле же Сид является радикальным лидером, а «Врата Эдема» — это религиозная секта. При его правлении секта использовалась как для принуждения, так и запугивания населения округа Хоуп, чтобы те не обращались за помощью к федеральному правительству. Когда попытка арестовать лидера «Врат Эдема» Иосифа Сида заканчивается пленением большинства сотрудников правоохранительных органов, игрок ввязывается в вооружённый конфликт между сектантами и оставшимися жителями, которые возглавляют сопротивление.
Игрок берёт на себя роль безымянного помощника шерифа, который отправляется, чтобы арестовать Сида. Сид принял титул «отца» и установил контроль над округом с помощью своих братьев и сестёр, известных как «Вестники»: Иаков, хозяйничающий на севере — горах Уайттейл, бывший офицер, который руководит подготовкой солдат и животных-«судей», одержимый целью «проредить стадо» и избавить человечество от «слабых», для чего использует промывку мозгов; Иоанн, адвокат, который смог приобрести большую часть земли для сектантов, фанатичный поклонник силы слова «ДА», инквизитор, «очищающий» жителей долины Холланд от грехов; и Вера (Сирена), правит на востоке — долине Хенбейн, отвечая за производство наркотика «Блажь», действуя как пацифист и манипулятор, чтобы заставить людей поверить и подчиняться своему старшему брату. Жители округа, выступающие против сектантов разделены между собой, в каждом регионе свой отряд Сопротивления. Игроку предстоит объединить отряды Сопротивления и освободить Округ Хоуп от сектантов.
Во время прохождения, игрок, находя новых друзей, сумеет освободить сначала остров Датча, а затем и все основные регионы Округа, убив членов семьи Иосифа, после чего получает вызов от Отца и приглашение на остров Иосифа, после чего перед игроком встанет выбор, как поступить дальше. Встретившись лицом к лицу с Иосифом Сидом, пленившим полицейских и взявшим под контроль посредством «Блажи» членов Сопротивления, игрок должен либо покинуть округ, забрав полицейских и оставив Иосифа и его паству в покое, либо продолжить сопротивление.
В игре несколько концовок. Если уйти из округа, Иосиф благословит игрока, который вместе с полицейскими уедет, но шериф в дороге скажет игроку и полицейским, что с культом покончит Национальная гвардия, за которой они и отправляются, после чего включит магнитолу, проигрывающую мелодию, используемую Иаковом для промывки мозгов. Экран краснеет, показывая очередной (опыты над сознанием главного героя в плену в горах Уайттейл) приступ неконтролируемой агрессии игрока, после чего следуют титры. Если продолжить сопротивляться Иосифу, игрока ждёт битва с лидером секты, во время которой надо освободить от опьянения «Блажью» пленённых друзей. После приведения друзей в чувство, Иосиф начнёт говорить о сбывшемся пророчестве, после чего вдалеке прогремит ядерный взрыв. Спешно сев в автомобиль, игрок, полицейские и Иосиф увидят ещё несколько ядерных взрывов. Пытаясь спастись от гибели, игрок, управляющий машиной врезается в дерево. Все, находящиеся в машине, кроме игрока и Иосифа погибают. Бессознательного игрока Иосиф отводит в бункер Датча. Очнувшись привязанным к ножке кровати, как и в начале игры, игрок увидит перед собой Иосифа и труп Датча. Сид заявит об очищении мира и о начале новой эры, говоря о скором возвращении на свет навстречу Новому Эдему.
Также есть секретная концовка в начале игры (в церкви), при которой игрок не станет арестовывать Иосифа. Соответственно никто из членов секты или полицейских не погибнет.

## Разработка

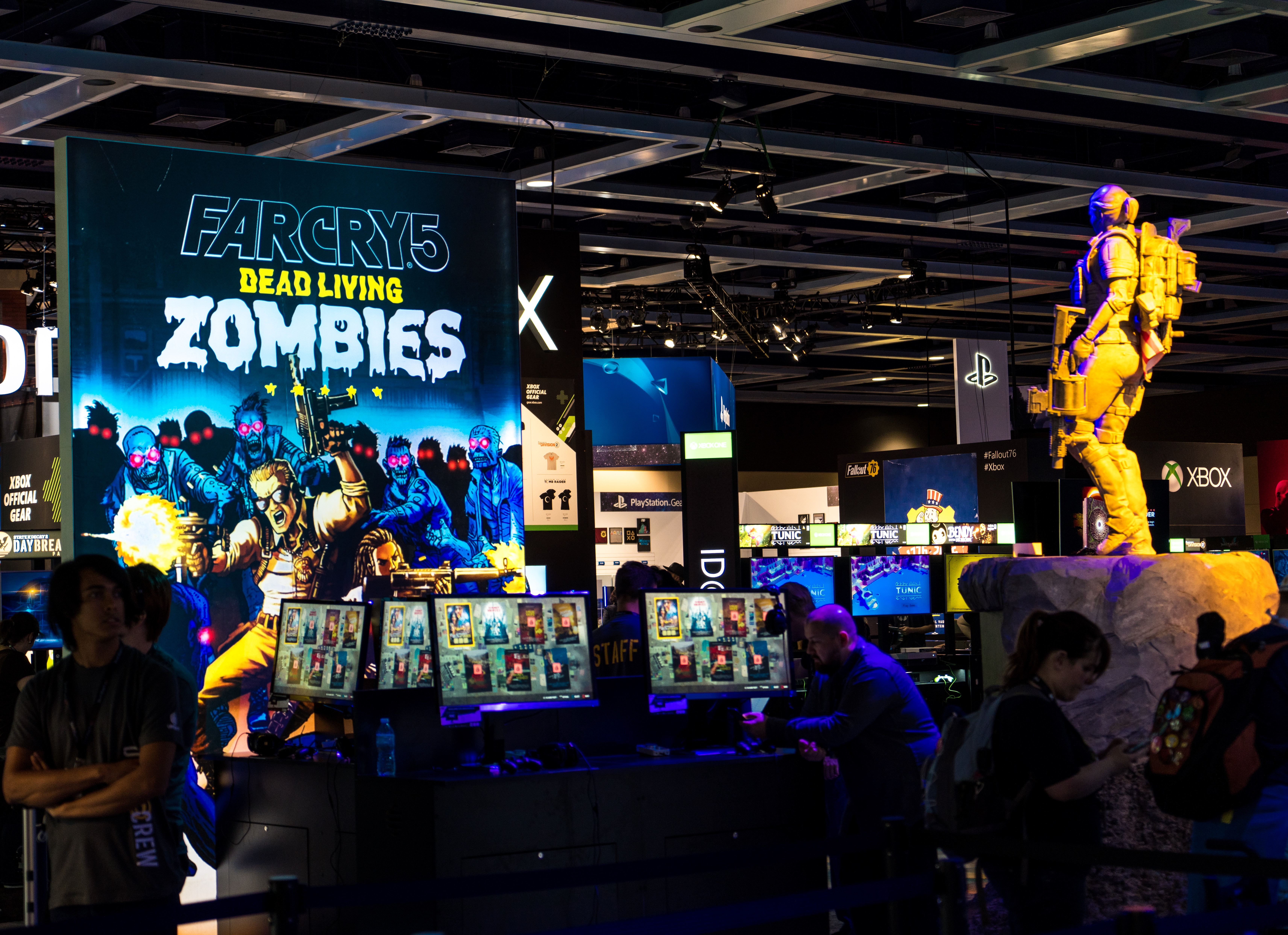
Презентация дополнения «День лютых зомби» на PAX West 2018

Игра разрабатывалась студией Ubisoft Montreal совместно с Ubisoft Toronto, Ubisoft Kiev, Ubisoft Shanghai и Ubisoft Reflections. Используется движок Dunia Engine, его предыдущие версии применяли в других играх серии Far Cry. Для создания реалистичной среды команда разработчиков посетила штат Монтана в течение двух недель, чтобы собрать информацию об окружающей среде и местных жителях, не желающих, чтобы посторонние вмешивались в их жизнь. Команда выбрала Монтану для сеттинга игры, поскольку она находится на границе Соединённых Штатов и Канады. Состав антагонистов был расширен, потому что разработчики больше не хотели оставлять только одного главного злодея.
После выхода Far Cry Primal в 2016 году Ubisoft заявила, что следующий Far Cry займёт больше времени на разработку и не будет выпущен в 2017 году. Far Cry 5 был анонсирован во время ежегодного финансового отчёта, наряду с The Crew 2 и неназванной игрой из серии Assassin’s Creed, которые планируют выпустить в 2018 финансовом году. Ubisoft выпустила несколько тизер-трейлеров и обложку перед официальным анонсом игры 26 мая 2017 года. Выход был намечен на 27 февраля 2018 года для платформ Microsoft Windows, PlayStation 4 (с поддержкой PlayStation 4 Pro) и Xbox One (с поддержкой Xbox One X), но перенесен на месяц позже. Благодаря маркетинговой сделке между Sony Interactive Entertainment и Ubisoft, для игроков PlayStation 4 при запуске доступны бесплатные наборы скинов.
Первое дополнение «Тёмное время» о войне во Вьетнаме вышло 5 июня 2018 года. Венделл Редлер должен спасти своих товарищей, попавших в плен, уничтожить солдат Вьетнамской народной армии и партизан Вьетконга и вернуться домой. При первом прохождении упор сделан на скрытность. Добавлены два режима: «Боевик» и «Выживание», где разные виды снаряжения либо доступны, либо ограничены. Это даст игрокам почувствовать «запах напалма поутру».
Второе дополнение «Пленник Марса» появилось 17 июля 2018 года. Ник Рай и Хёрк оказываются на Красной планете и сражаются с инопланетянами. Налицо пародия на фильм «Звёздный десант», отчасти на Borderlands и Doom. Добавлены лазерное оружие, вышки и реактивный ранец.
Третье дополнение, вышедшее 28 августа 2018 года, «День лютых зомби» раскрывает талант режиссёра Гая Марвела, снявшего «Кровавый дракон 3». Протагонисту предстоит столкнуться с полчищами зомби в каждой из семи историй, чтобы не допустить масштабного распространения вируса.
Спин-офф Far Cry New Dawn посвящён событиям через 17 лет после основной игры и вышел 15 февраля 2019 года.
В 2023 году Ubisoft анонсировала обновление для PlayStation 5 и Xbox Series X/S.

### Сценарий
На сюжет игры оказали большое влияние идеи сепаратизма. По словам сценариста Дэна Хэя, когда он был молод, то часто не чувствовал себя в безопасности из-за конфликтов между двумя сверхдержавами во время холодной войны, частых террористических нападений, таких как террористические акты 11 сентября 2001 года, и финансовых проблем, вроде ипотечного кризиса в США. Люди рассуждали о том, что правительство и концепция «глобальной деревни» начинают рушиться. Это определило тему игры и побудило команду сделать историю, в которой культ конца света считается основным противником. Хэй начал писать сценарий в конце 2014 года; после января 2016 года он проанализировал ситуацию в национальном заповеднике дикой природы им. Малхера в штате Орегон, поскольку хотел найти доказательства, которые могут показать рост сепаратизма. Для оригинальности, персонажей наделили разными мнениями об идеологиях и событиях. Несмотря на мрачную тему, разработчики стремились убедиться, что игра по-прежнему забавна и интересна.

### Музыка
Основная музыка была написана Дэном Ромером, дополнительная — пост-роковым дуэтом Hammock. По словам звукорежиссёра Тони Гроника, команда работала над звуковым сопровождением игрового мира с учётом истории «Врат Эдема». Стиль композиций меняется, когда игрок попадает в районы, контролируемые разными главарями сектантов, от кантри к глэм-року и к индастриалу, в зависимости от личных предпочтений вестников. Используются также треки лицензионной музыки в транспортных средствах, причём воспроизведение идёт под влиянием той области, в которой они находятся.
| №   | Название                               | Длительность |
| --- | -------------------------------------- | ------------ |
| 1.  | «Now That This Old World Is Ending»    | 3:24         |
| 2.  | «Our Country Made a Promise»           | 3:11         |
| 3.  | «You Cannot Trust a Liar»              | 2:18         |
| 4.  | «Free of All Desire»                   | 3:36         |
| 5.  | «The Lights Will All Go Out»           | 2:00         |
| 6.  | «The Shackles I Wore»                  | 3:16         |
| 7.  | «In The Forest Hides a Light»          | 1:14         |
| 8.  | «The Devil’s Friends Hide in the Dark» | 3:07         |
| 9.  | «Step into the Garden»                 | 2:08         |
| 10. | «Their Thrones Become Electric Chairs» | 3:12         |
| 11. | «They Won’t Get Past the Gate»         | 1:53         |
| 12. | «When the Morning Light Shines In»     | 3:07         |
| 13. | «Come Wisdom and Come Fire»            | 3:07         |
| 14. | «In Holy Water There Can Be No Tears»  | 3:20         |
| 15. | «His Soul Was Free from Sin»           | 3:46         |
| 16. | «I Must Protect My Place»              | 1:40         |
| 17. | «See and Wait»                         | 3:05         |
| 18. | «Can’t Be Touched or Be Seen»          | 1:26         |
| 19. | «The Strong Don’t Cry»                 | 4:28         |
| 20. | «Safe and Sound»                       | 2:05         |
| 21. | «My Soul Couldn’t Laugh»               | 3:09         |
| 22. | «They Can Never Smoke Us Out»          | 2:10         |
| 23. | «The Time Has Come for Judgment»       | 2:54         |
| 24. | «My Heart Never Loved»                 | 1:10         |
| 25. | «Bold and Brave»                       | 2:26         |
| 26. | «They Finally Meet Their Fate»         | 2:05         |
| 27. | «As Long as We Can Fight»              | 1:51         |
| 28. | «If the Nightime Lasts Forever»        | 2:50         |
| 29. | «Take Heed Young Heathen»              | 5:16         |
| 30. | «The Blessing Just Takes Minutes»      | 3:09         |
| 31. | «A New One Begins»                     | 2:02         |

Иаков Сид, старший брат Иосифа, использует для обработки пойманных людей, включая Помощника, переделанную версию песни «Only You», чтобы воздействовать на разум пленных и заставлять их убивать под гипнозом невиновных («проредим стадо», «жертвуй слабыми»). Эта же песня звучит из радио в машине шерифа, если в конце был выбран вариант «уйти», Помощника снова втягивает в гипноз и идут титры с играющей на фоне «Only you».

## Восприятие
| Сводный рейтинг       | Сводный рейтинг                                 |
| Агрегатор             | Оценка                                          |
| --------------------- | ----------------------------------------------- |
| GameRankings          | - (XONE) 83,46 % - (PS4) 82,12 % - (PC) 84,44 % |
| Metacritic            | (XONE) 82/100 (PS4) 81/100 (PC) 78/100          |
| OpenCritic            | 82/100                                          |
| «Критиканство»        | 81/100                                          |
| Иноязычные издания    |                                                 |
| Издание               | Оценка                                          |
| 4Players              | 7/10                                            |
| Destructoid           | 7,5/10                                          |
| Edge                  | 6/10                                            |
| EGM                   | 7,5/10                                          |
| Game Informer         | 7,5/10                                          |
| GameRevolution        | 3,5/5                                           |
| GameSpot              | 9/10                                            |
| GamesRadar+           | [ 56 ]                                          |
| GameStar              | 79/100                                          |
| Giant Bomb            | [ 58 ]                                          |
| Hardcore Gamer        | 4/5                                             |
| IGN                   | 8,9/10                                          |
| Jeuxvideo.com         | 16/20                                           |
| PCGamesN              | 8/10                                            |
| PC Gamer (US)         | 80/100                                          |
| Polygon               | 6,5/10                                          |
| Push Square           | 7/10                                            |
| Shacknews             | 7/10                                            |
| The Daily Telegraph   | [ 67 ]                                          |
| The Guardian          | [ 68 ]                                          |
| USgamer               | 4,5/5                                           |
| VideoGamer            | 9/10                                            |
| Русскоязычные издания |                                                 |
| Издание               | Оценка                                          |
| 3DNews                | 9/10                                            |
| GameMAG.ru            | 8/10                                            |
| GoHa.Ru               | 8/10                                            |
| «IGN Россия»          | 7,5/10                                          |
| PlayGround.ru         | 7,3/10                                          |
| Riot Pixels           | 73 %                                            |
| StopGame.ru           | Похвально                                       |
| «Игромания»           | 8,5/10                                          |
| «Игры Mail.ru»        | 8/10                                            |
| «Канобу»              | 7/10                                            |
| Gmbox.ru              | 9/10                                            |

### Споры
Анонс произошёл во время обострения политического и идеологического конфликтов и международного резонанса таких событий, как избрание Дональда Трампа на пост президента Соединённых Штатов и начало выхода Великобритании из Европейского Союза. Многие журналисты высказали мнение, что сеттинг Far Cry 5 включал темы религиозного фанатизма и крайне правых в пределах США, а не в более экзотической локации, которая делает игру весьма противоречивой в нынешних условиях. СМИ отметили, что из-за длительного цикла разработки Ubisoft ненамеренно разрабатывала сюжет вокруг современной политической атмосферы и старалась преуменьшить любые связи с текущими событиями в реальном мире.
После анонса на сайте Change.org была создана петиция, в которой американцы просили Ubisoft переделать антагонистов игры в мусульман, а также они высказались против образа христианского фундаментализма в злодеях. Акция была подвергнута критике со стороны отраслевых комментаторов, которые указали, что поднятые темы отражают актуальную социально-политическую обстановку, а видеоигры выступают средством общественной критики.
4 апреля 2018 года на YouTube появился ролик, автор которого пришёл к выводу, что многие элементы геймплея в Far Cry 5 сильно упрощены по сравнению с Far Cry 2. Первая проблема заключается в абсолютно непробиваемом окружении — не простреливается даже деревянный забор. Оружие не даёт осечек. После выстрела из гранатомёта в воздух снаряд летит бесконечно. Если бросить коктейль Молотова, деревья не горят, но трава полыхает. Раненые враги просто лежат на земле, а потом умирают. В мае 2018 года Ubisoft выпустила обновление 1.15, которое исправило ряд существующих ошибок.
Игроки также остались недовольны отсутствием кинжалов и мачете. В ближнем бою можно использовать только лопаты или бейсбольные биты. Метательные ножи не позволяют наблюдать брутальные сцены убийств. Во всех предыдущих частях Far Cry главные герои могли расправляться с врагами при помощи холодного оружия. Пользователи Reddit предложили написать серию обращений в службу поддержки Ubisoft. На официальном форуме появилась тема «Где мой нож, чувак?» («Dude where’s my knife»). Некоторые рассчитывали, что разработчики пойдут навстречу и вернут ножи в дополнении «Тёмное время», однако этого не произошло: персонаж использует бамбуковую палку.
Организация «Люди за этичное обращение с животными» заявила, что охота в Far Cry 5 является ничем иным, как свободным времяпрепровождением, и не нужна для выживания. Таким образом, геймеры убивают животных просто ради забавы. А популяризация рыбалки в реальности приводит к чрезмерному вылову, браконьерскому опустошению водоёмов и сокращению многих употребляемых в пищу видов рыбы. Между тем, согласно статистике Ubisoft, за полгода с момента выпуска, игроки поймали 230 миллионов рыб. 2,2 миллиона игроков растерзано волками, 1,12 миллиона убито быками, примерно 105 тысяч убито агрессивными индюками.

## Продажи
За первую неделю с момента релиза Far Cry 5 заработала 310 млн долларов. 50 % пришлось на цифровой контент. Это сделало её самой коммерчески успешной частью серии и второй самой продаваемой игрой в истории Ubisoft, после Tom Clancy’s The Division. Согласно отчёту NPD Group, Far Cry 5 стала самой продаваемой игрой в США в марте 2018 года. По итогам года она заняла 3 место, уступив Call of Duty: Black Ops 4 и Red Dead Redemption 2.
В отчёте за 2019 финансовый год Far Cry 5 оказался самым успешным релизом Ubisoft на PS4 и Xbox One.
В 2023 году Ubisoft сообщила, что за 5 лет в Far Cry 5 сыграли 30 миллионов пользователей.